# Psíquicos
Psíquicos es un programa de televisión chileno emitido por Chilevisión. En él, personas con supuestos poderes paranormales deben demostrar sus facultades realizando diversas pruebas para no ser eliminados. Se estrenó el 2 de abril de 2012 con el periodista Iván Núñez a cargo de la conducción.
Psíquicos es parte de la franquicia Psychic Challenge, formato televisivo creado por la compañía angloamericana Zodiak Media Group que ha sido vendido a más de quince países.

## Equipo del programa
Presentador:
- Iván Núñez

Jurado:
- Pablo Mackenna (temporadas 1-2)
- Yaroslav «León» Popovich (temporada 1)
- Jaime Hales (temporada 2)

Invitados Temporada 1:
- Antonio Vodanovic
- Paulina Nin
- Marco Enríquez-Ominami
- Carolina Molina
- Anita Alvarado
- Fulvio Rossi

Invitados Temporada 2:
- Luis Jara
- Nelson Ávila
- Carolina de Moras
- Lily Pérez
- Yamna Lobos
- Mariana Marino
- Carla Ochoa
- Wilma González
- Carmen Gloria Arroyo

## Primera temporada
| Participante                        | Participante                                                   | Edad  | Situación final                               | Resultado anterior                  |
| ----------------------------------- | -------------------------------------------------------------- | ----- | --------------------------------------------- | ----------------------------------- |
|                                     | Álvaro Santi Psicógrafo                                        | 35    | Ganador Psíquicos, están entre nosotros       |                                     |
|                                     | María Cristina Araya Médium                                    | 31    | 2°. lugar Psíquicos, están entre nosotros     | 5°. eliminada en el quinto capítulo |
| 4°. eliminada en el cuarto capítulo | María Cristina Araya Médium                                    | 31    | 2°. lugar Psíquicos, están entre nosotros     |                                     |
|                                     | Rodrigo Herrera Clarividente                                   | 41    | 3°. lugar Psíquicos, están entre nosotros     |                                     |
|                                     | Joanna San Martín Clarividente y tarotista                     | 38    | 4°. lugar Psíquicos, están entre nosotros     |                                     |
|                                     | Rolando "Albán" San Ginés Sanador                              | 59    | Semifinalista Psíquicos, están entre nosotros |                                     |
|                                     | Patricia Kettlun Tabacomante                                   | 62    | 11°. eliminada en el décimo capítulo          | 9°. eliminada en el octavo capítulo |
|                                     | Érica "Katara" Campos Sacerdotisa vudú                         | 43    | 10°. eliminada en el noveno capítulo          |                                     |
|                                     | Cecilia Peña Elizabeth Peña Psíquicas, médiums y clarividentes | 47 49 | Abandonan en el octavo capítulo               | Expulsadas en el cuarto capítulo    |
|                                     | César Bórquez Radiestesista                                    | 63    | 8°. eliminado en el séptimo capítulo          | 1.° eliminado en el primer capítulo |
|                                     | Paula Barros Clarividente, numeróloga y tarotista              | 44    | 7°. eliminada en el séptimo capítulo          |                                     |
|                                     | Arnaldo Loyola Hipnotizador magnético                          | 53    | 6°. eliminado en el sexto capítulo            |                                     |
|                                     | Lina Jorjevich Zabeta Nikolich Quiromantes e iriólogas         | 39 22 | 3°. eliminadas en el tercer capítulo          |                                     |
|                                     | Raúl Brieba Sacerdote afrobrasileño                            | 39    | 2°. eliminado en el segundo capítulo          |                                     |

## Segunda temporada
| Participante | Participante                                     | Edad  | Situación final                                  |
| ------------ | ------------------------------------------------ | ----- | ------------------------------------------------ |
|              | Ada Castro Tarotista                             | -     | Ganadora Psíquicos II, están entre nosotros      |
|              | Cristián Sarmiento Pamela Albornoz Canalizadores | 35 36 | 2°. lugar Psíquicos II, están entre nosotros     |
|              | Vanessa Daroch Médium                            | 35    | 3°. lugar Psíquicos II, están entre nosotros     |
|              | Dalila Daphne Tarotistas y videntes              | -     | 4°. lugar Psíquicos II, están entre nosotros     |
|              | Patricia Kettlun Tabacomante                     | 62    | Semifinalista Psíquicos II, están entre nosotros |
|              | Rolando "Albán" San Ginés Sanador                | 59    | Semifinalista Psíquicos II, están entre nosotros |
|              | Roberto Sandoval Sacerdote tradicional Yoruba    | -     | 9.no eliminado en el décimo capítulo             |
|              | Claudio Osvaldo Pier Mentalista y Vidente        | 42    | 8.vo eliminado en el noveno capítulo             |
|              | Marcelo Acquistapace Psíquico Vidente            | -     | 7.mo eliminado en el octavo capítulo             |
|              | Arnaldo Loyola Hipnotizador magnético            | 53    | 6.to eliminado en el séptimo capítulo            |
|              | Érica "Katara" Campos Sacerdotisa vudú           | 43    | 5.ta eliminada en el sexto capítulo              |
|              | Ramil Rafel Massar Martínez Taumaturgo           | 19    | 4.to eliminado en el cuarto capítulo             |
|              | José Luis Cainzo Parasicólogo y espirista        | 45    | 3.er eliminado en el tercer capítulo             |
|              | María de Lourdes Herrera Tarotista               | 35    | 2.ª eliminada en el segundo capítulo             |
|              | Patrick Silvestre Sacerdote Vudú                 | 40    | 1.er eliminado en el primer capítulo             |

- Semana 1 - 4 y 8 - 12 :

     Participante en competencia individual.
- Semana 5 - 7 :

     Participante del equipo Karma.
     Participante del equipo Dharma.

## Psíquicosen todo el mundo
| Leyenda:  |           |              |                          |
| Estrenado | Cancelado | Próximamente | Versión original (Chile) |

| País  | Nombre           | Presentador(es) | Canal             | Fecha de estreno    |
| ----- | ---------------- | --------------- | ----------------- | ------------------- |
| Chile | Psíquicos        | Iván Núñez      | Chilevisión       | 02 de abril de 2012 |
| Perú  | Psíquicos (Perú) | Carlos Carlín   | Frecuencia Latina | 28 de abril de 2013 |